# 鴨川バイパス
鴨川バイパス（かもがわバイパス）とは千葉県鴨川市太海立体交差を起点とし、同市東条立体交差を終点とする国道128号のバイパス道路である。

## 概要
鴨川市の市街地の西側を南北に通じており、北側は天津バイパスと立体交差で接続している。
現在の旧道に当たる千葉県道247号浜波太港線および市道が国道だった時代は、夏季を中心に渋滞が多発したため、着工され、嶺岡トンネルの開通をもって1973年（昭和48年）3月23日全通した。
開通直後は周囲が田園地帯だったこともあり特に渋滞などは発生しなかったが、大規模商業施設（フローレ鴨川、ベイシア鴨川店など）や宿泊施設および鴨川シーワールドなどが続々と進出したため、現在は観光客が多い春季（花見客など）や夏季（海水浴客など）の週末のほか、平日でもラッシュアワーには長狭高前、横渚、待崎橋の各交差点などで渋滞が発生し、嶺岡トンネル内から曽呂十字路まで車列が続いていることもある。このため旧道に迂回する車が多くなった結果、市街地の旧道でも渋滞し環境が悪化することとなった。
鴨川市街地は鉄道や道路が入り組んでいるほか、開かずの踏切（太一号）や周辺のスクランブル交差点（長狭街道入口）もあって渋滞がおきやすいため、その軽減策として地下歩道橋の新設や車線レーンの増幅計画が策定されている。

## 交差する道路
| 交差する道路                             | 交差する道路                    | 交差する場所 | 交差する場所 |
| ---------------------------------------- | ------------------------------- | ------------ | ------------ |
| 国道128号（天津バイパス） 茂原・勝浦方面 |                                 |              |              |
| 県道181号天津小湊田原線                  | 国道128号（天津バイパスの旧道） | 鴨川市       | 東町         |
| 市道（旧道）                             | 県道247号浜波太港線（旧道）     | 鴨川市       | 待崎橋       |
| 県道24号千葉鴨川線                       | 市道（安房鴨川駅西口へ）        | 鴨川市       | 横渚         |
| 県道34号鴨川保田線                       | 県道34号鴨川保田線              | 鴨川市       | 長狭高前     |
| 県道89号鴨川富山線                       | 県道89号鴨川富山線              | 鴨川市       | 曽呂十字路   |
| -                                        | 県道297号浜波太港線（旧道）     | 鴨川市       |              |
| 国道128号 館山・南房総方面               |                                 |              |              |